# Калінінградський час
| USZ1 | Калінінградський час | MSK-1 (UTC+2)  | 20:40 |
| MSK  | Московський час      | MSK (UTC+3)    | 21:40 |
| SAMT | Самарський час       | MSK+1 (UTC+4)  | 22:40 |
| YEKT | Єкатеринбурзький час | MSK+2 (UTC+5)  | 23:40 |
| OMST | Омський час          | MSK+3 (UTC+7)  | 00:40 |
| KRAT | Красноярський час    | MSK+4 (UTC+7)  | 01:40 |
| IRKT | Іркутський час       | MSK+5 (UTC+8)  | 02:40 |
| YAKT | Якутський час        | MSK+6 (UTC+9)  | 03:40 |
| VLAT | Владивостоцький час  | MSK+7 (UTC+10) | 04:40 |
| MAGT | Магаданський час     | MSK+8 (UTC+11) | 05:40 |
| PETT | Камчатський час      | MSK+9 (UTC+12) | 06:40 |

Калінінгра́дський час (рос. Калининградское время, KALT) — неофіційна назва місцевого часу годинного поясу, який використовується в Калінінградській області Росії. 
Калінінградський час відрізняється на +2 години від UTC (UTC+2) і на −1 годину від московського часу (MSK−1). Сезонних змін часу в цій території нема, тому Калінінградський час збігається зі Східноєвропейським часом узимку та Центральноєвропейським літнім часом улітку.

## Території використання
- Росія:
  - Калінінградська область

## Історія
З моменту входження до складу СРСР 1945 і до 1989 року Калінінградська область використовувала Московський час. Калінінградський час видокремився з московського 26 березня 1989 року. Це відбулось шляхом одночасної зміни часового поясу і введення літнього часу, що означало відсутність переведення стрілок годинника. Відтак, калінінградський час став відповідати UTC+2 (у період дії літнього часу UTC+3).
У 1991 році 31 березня майже повсюди в СРСР було скасовано декретний час. «Скасовували» його й там, де це вже було зроблено. На Калінінградщині повторилася процедура дворічної давнини, і відтоді калінінградський час став відповідати UTC+1 (у період дії літнього часу UTC+2). Але це тривало недовго, і вже 3 листопада 1991 р. область повернулася на UTC+2.
З 1992 по 2010 роки, як і по всій Росії, у зоні дії калінінградського часу використовувався літній час — з останньої неділі березня до останньої неділі жовтня (до 1996 року — вересня).
У 2011–2014 роках Калінінградський час, як і раніше відрізняючись від московського на −1 годину (MSK−1), відрізнявся від UTC на +3 години, без сезонних змін часу. У європейській системі часових поясів він позначався Further-eastern European Time (FET).
З 26 жовтня 2014 року калінінградський час знову став відповідати UTC+2.